# 陳江海
陳江海（1955年4月15日—1997年9月26日）是新加坡金鷹集團創辦人之一兼執行長，也是亞太資源集團的執行長。

## 生平
生於棉蘭，於1997年在加魯達航空152號班機空難中不幸罹難。他同時也是2008年的印尼首富陳江和的弟弟。